# Force de rappel
 (juin 2025).
Pour les articles homonymes, voir rappel.
Une force de rappel est une force qui agit pour remettre un corps dans sa position ou configuration d'équilibre,.

## Ressort
L'extension d'un ressort l'amène à exercer une force de rappel qui le ramène vers sa longueur d'équilibre. Cette force peut être déterminée en multipliant la constante de ressort, caractéristique du ressort, par la quantité d'étirement (Loi de Hooke).

## Pendule
Lorsqu'un pendule n'oscille pas, toutes les forces agissant sur lui sont en équilibre. La force due à la gravité est égale à la tension dans la corde qui maintient l'objet suspendu.
Lorsque le pendule est mis en mouvement, et oscille la force qui ramène le pendule à ce point de repos est la gravité. En conséquence, la gravité peut être considérée comme une force de rappel.